# Weberstraße 21 (Quedlinburg)

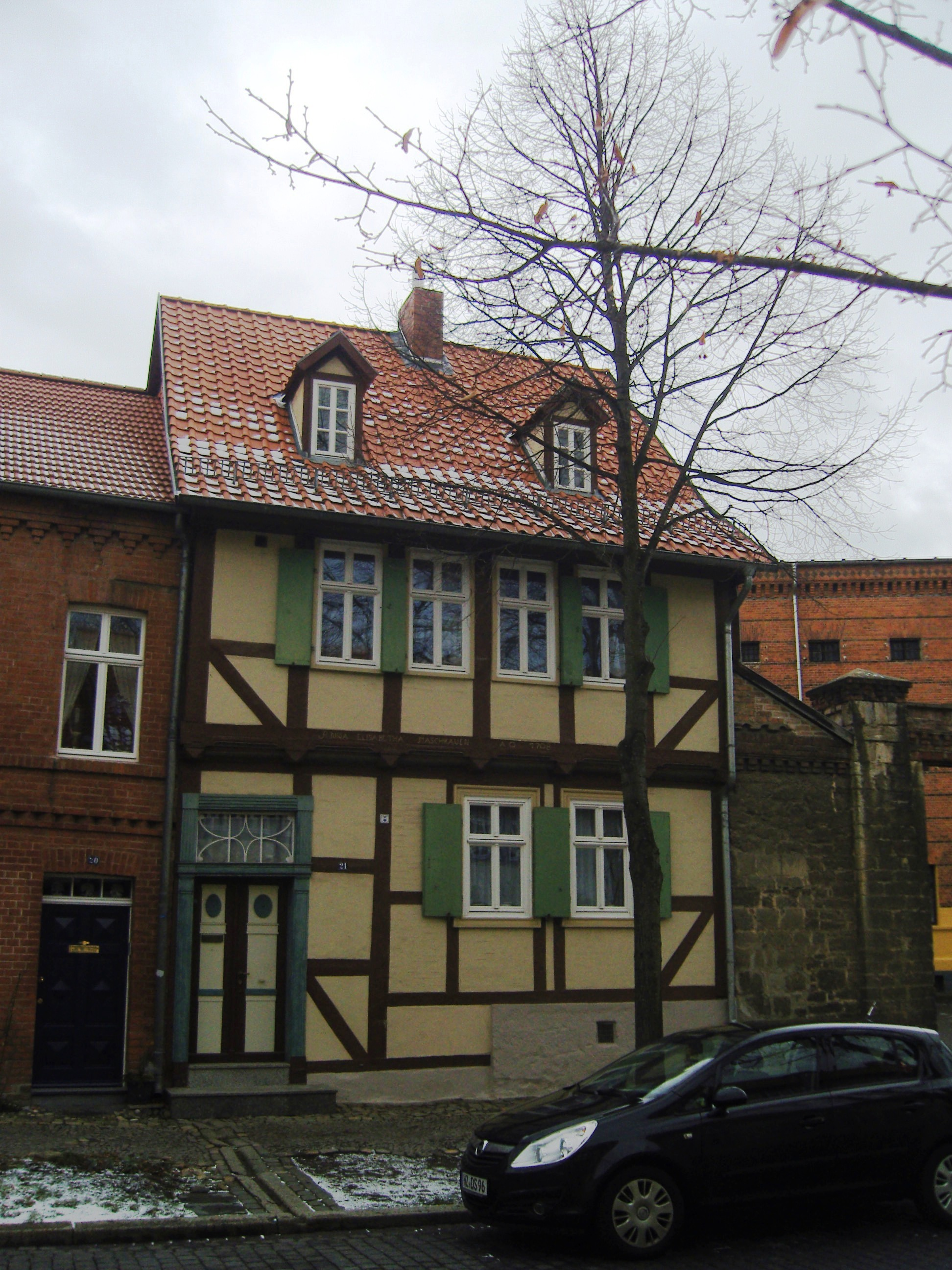
Haus Weberstraße 21

Das Haus Weberstraße 21 ist ein denkmalgeschütztes Gebäude in der Stadt Quedlinburg in Sachsen-Anhalt.

## Lage
Es befindet sich im nördlichen Teil der historischen Quedlinburger Neustadt und gehört zum UNESCO-Weltkulturerbe. Im Quedlinburger Denkmalverzeichnis ist es als Wohnhaus eingetragen. Südlich grenzt das gleichfalls denkmalgeschützte Haus Weberstraße 20 an.

## Architektur und Geschichte
Das zweigeschossige Fachwerkhaus entstand nach einer Bauinschrift im Jahr 1708. An der Stockschwelle finden sich Pyramidenbalkenköpfe und Schiffskehlen. Das Erdgeschoss des Gebäudes wurde im 19. Jahrhundert umgebaut. Oberhalb der Haustür aus der ersten Hälfte des 19. Jahrhunderts befindet sich ein verziertes Oberlicht.